# Chloroclystis actephilae
Chloroclystis actephilae là một loài bướm đêm trong họ Geometridae.